# Célia Gery
Célia Gery (4 januari 2006) is een Franse wielrenster, die vooral actief is in het veldrijden. Vanaf 2025 rijdt ze voor de Franse ploeg FDJ-Suez.

## Carrière
Op 4 februari 2023 won ze brons op het WK in Hoogerheide bij de junioren, achter de Canadese tweeling Isabella en Ava Holmgren. Op 21 mei werd ze derde in de Ronde van Vlaanderen voor junioren, in een sprint met een kleine groep met winnares Cat Ferguson. Ze werd op 5 november 2023 bij de junioren Europees kampioene veldrijden. Op 14 januari 2024 won ze de nationale titel bij de junioren. In het seizoen 2023-2024 won ze drie van de zes wedstrijden in de wereldbeker (Dublin, Namen en Benidorm) en daarmee tevens het eindklassement. Tijdens de wereldkampioenschappen veldrijden 2024 in Tábor won ze zowel individueel bij de junioren als met haar land in de gemengde estafette de wereldtitel.

## Palmares

### Wegwielrennen

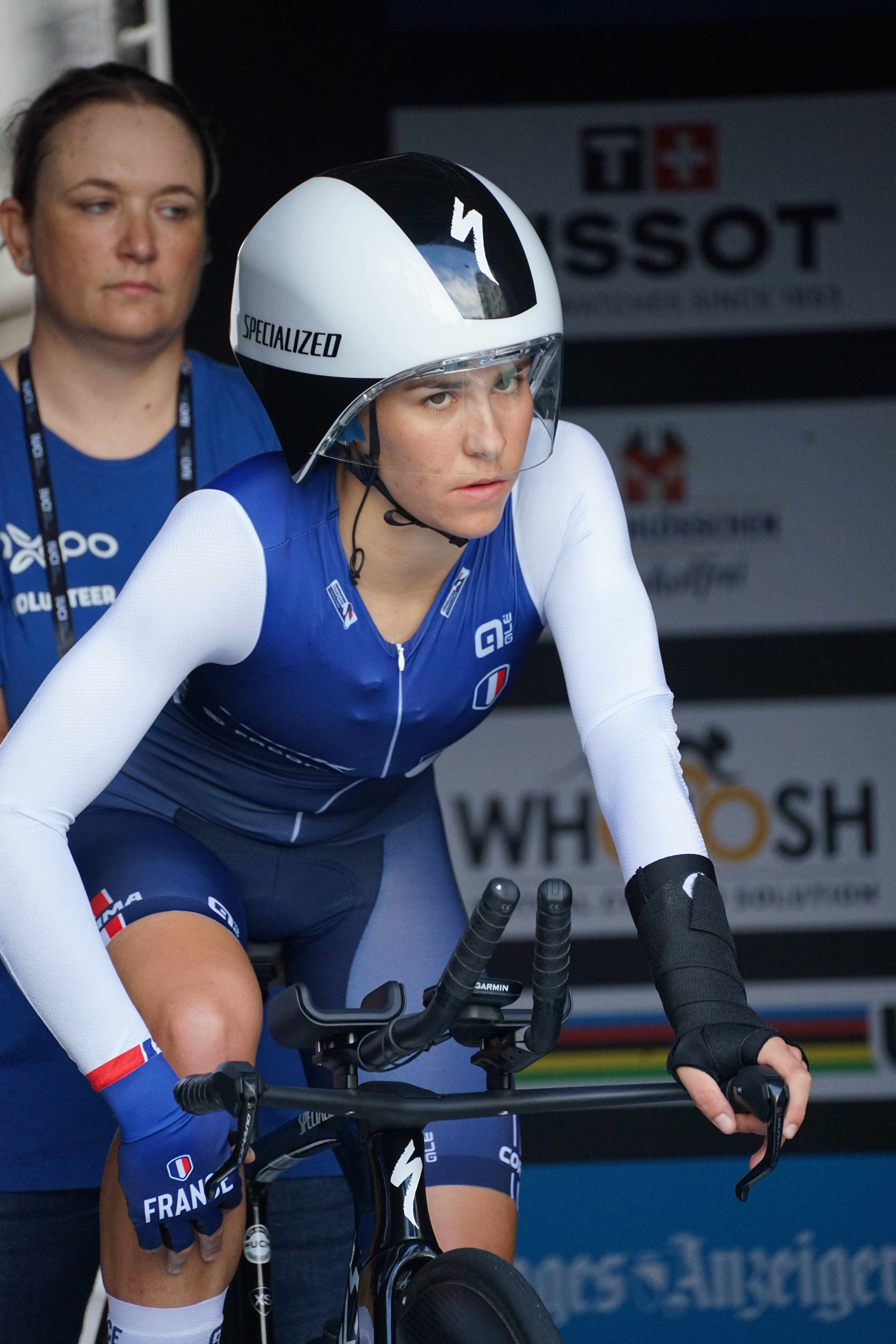
Gery werd 18e op het WK tijdrijden 2024 voor junioren in Zürich.

2023
3e etappe Omloop van Borsele
2024
 Frans kampioen tijdrijden, junioren
 Frans kampioen mixed relay, junioren
 Frans kampioen, junioren
Ronde van Vlaanderen voor Junioren
1e en 2e etappe Watersley Ladies Challenge, junioren

#### Resultaten in voornaamste wedstrijden
| Jaar | Ronde van Italië | Ronde van Frankrijk | Ronde van Spanje |
| ---- | ---------------- | ------------------- | ---------------- |
| 2025 | opgave           |                     |                  |

### Veldrijden
| Seizoen         |          | WK       | EK       | FK       |          | Klassementen | Klassementen | Klassementen | Klassementen | Klassementen |          | UCI- ranking |          | Podia    | Podia    | Podia    | Aantal crossen |
| Seizoen         | WB       | WK       | EK       | FK       | SP       | Trofee       | CdF          | Swiss        | Goud         | Zilver       | Brons    | UCI- ranking |          |          |          |          | Aantal crossen |
| Junioren        | Junioren | Junioren | Junioren | Junioren | Junioren | Junioren     | Junioren     | Junioren     | Junioren     | Junioren     | Junioren | Junioren     | Junioren | Junioren | Junioren | Junioren | Junioren       |
| --------------- | -------- | -------- | -------- | -------- | -------- | ------------ | ------------ | ------------ | ------------ | ------------ | -------- | ------------ | -------- | -------- | -------- | -------- | -------------- |
| 2022-2023       |          | ↑        | 7e       | 4e       |          | 4e           | –            | –            | 20e          |              |          | –            |          | 2        | 2        | 1        | 11             |
| 2023-2024       | ↑        | ↑        | ↑        | ↑        | –        | –            | ↑            | –            | 12           | –            | 2        | 15           |          |          |          |          |                |
| Totaal junioren |          | 1        | 1        | 1        |          | 1            | –            | –            | 1            | –            |          |              |          | 14       | 2        | 3        | 26             |
| Beloften        |          |          |          |          |          |              |              |              |              |              |          |              |          |          |          |          |                |
| 2024-2025       |          | 4e       | ↑        |          |          |              |              |              |              |              |          | –            |          | 1        | –        | –        | 2              |
| Totaal beloften |          | –        | 1        | –        |          | –            | –            | –            | –            | –            |          |              |          | 1        | –        | –        | 2              |
| Elite           |          |          |          |          |          |              |              |              |              |              |          |              |          |          |          |          |                |
| 2022-2023       |          | –        | –        | –        |          | –            | –            | –            | –            | –            |          | 46e          |          | –        | 1        | –        | 1              |
| 2023-2024       | –        | –        | –        | –        | –        | –            | –            | –            | 20e          | –            | –        | –            | 1        |          |          |          |                |
| 2024-2025       | –        | –        | ↑        | 22e      | –        | –            | 24e          | 9e           | 29e          | 2            | 1        | 2            | 15       |          |          |          |                |
| Totaal elite    |          | –        | –        | –        |          | –            | –            | –            | –            | –            |          |              |          | 2        | 2        | 2        | 17             |

| Legenda                       |
| ----------------------------- |
| Wereldkampioenschappen        |
| Continentale kampioenschappen |
| Nationale kampioenschappen    |
| Wereldbeker                   |
| Superprestige                 |
| Trofee                        |
| Overige veldritten            |

| Nr.           | Seizoen       | Datum            | Veldrit                                                | Cat.          | Wedstrijdserie                     |               |
| Overwinningen | Overwinningen | Overwinningen    | Overwinningen                                          | Overwinningen | Overwinningen                      | Overwinningen |
| ------------- | ------------- | ---------------- | ------------------------------------------------------ | ------------- | ---------------------------------- | ------------- |
| 1.            | 2024-2025     | 27 oktober 2024  | Radquer Mettmenstetten, Mettmenstetten                 | C2            | Swiss Cyclocross Cup               | [ 5 ]         |
| 2.            | 2024-2025     | 10 november 2024 | Cyclocross Pierric, Pierric                            | C2            | Coupe de France (#1)               | [ 6 ]         |
| 2e plaatsen   |               |                  |                                                        |               |                                    |               |
| 1.            | 2022-2023     | 18 december 2022 | Cyclo-cross d'Orée d'Anjou, Saint-Sauveur-de-Landemont | C2            | Overige                            | [ 7 ]         |
| 2.            | 2024-2025     | 13 oktober 2024  | Radquer Steinmaur, Steinmaur                           | C2            | Swiss Cyclocross Cup               | [ 8 ]         |
| 3e plaatsen   |               |                  |                                                        |               |                                    |               |
| 1.            | 2024-2025     | 20 oktober 2024  | Coupe de France Cyclo-Cross #2 - Nommay, Nommay (#2)   | C2            | Coupe de France (#1)               | [ 9 ]         |
| 2.            | 2024-2025     | 12 januari 2025  | Franse kampioenschappen veldrijden, Pontchâteau        | CN            | Franse kampioenschappen veldrijden | [ 10 ]        |

## Ploegen
- 2025 -  FDJ-Suez

Adegeest · Buysman · Chabbey · Curinier · Demay · Duval · Gery · Guazzini · Kraak · Labous · Le Net · Molengraaf · Muzic · Rayer · Vigilia · Vollering · Wiel · Wollaston